# Włócznik

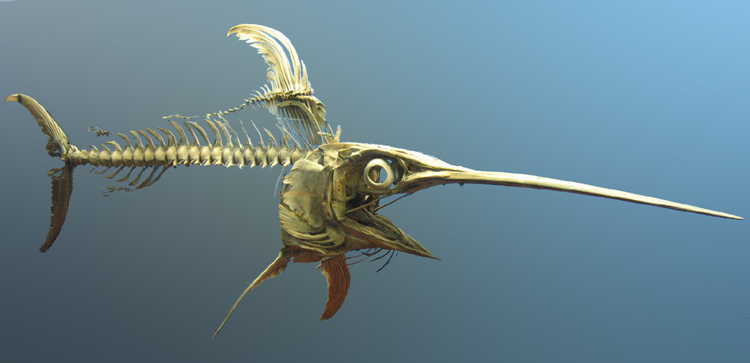
Szkielet włócznika

Włócznik, miecznik (Xiphias gladius), określany też nazwami: „ryba-miecz” i „mieczoryb” – gatunek ryby okoniokształtnej z rodziny włócznikowatych (Xiphiidae), będący jej jedynym żyjącym przedstawicielem.

## Zasięg występowania
Morza i oceany strefy tropikalnej i umiarkowanej, wody pelagialne, z dala od brzegów. Czasami spotykany w zachodniej części Bałtyku.

## Cechy charakterystyczne
Duża, drapieżna ryba o torpedowatym kształcie ciała. Górna szczęka przekształcona w długi wyrostek w kształcie miecza stanowiący 1/3 długości ciała ryby. Płetwa ogonowa rozwidlona w kształcie półksiężyca. Brak płetw brzusznych, a u dorosłych osobników również zębów i łusek. Największe włóczniki osiągają ponad 4 m długości przy ciężarze ponad 500 kg. Na skutek intensywnych połowów średnie rozmiary tych ryb znacznie się zmniejszyły.

## Tryb życia
Włóczniki są bardzo dobrymi pływakami. Na krótkich odcinkach osiągają prędkość 100 km/h. Zdolność taką zawdzięczają nietypowej budowie głowy, która w połączeniu z wystającym mieczem zmniejsza opór ciała ryby. Wraz z marlinami i tuńczykami należą do najszybszych ryb. Żywią się rybami.

## Znaczenie gospodarcze
Włóczniki są cenionymi rybami konsumpcyjnymi.